# إعادة توطين الأنواع

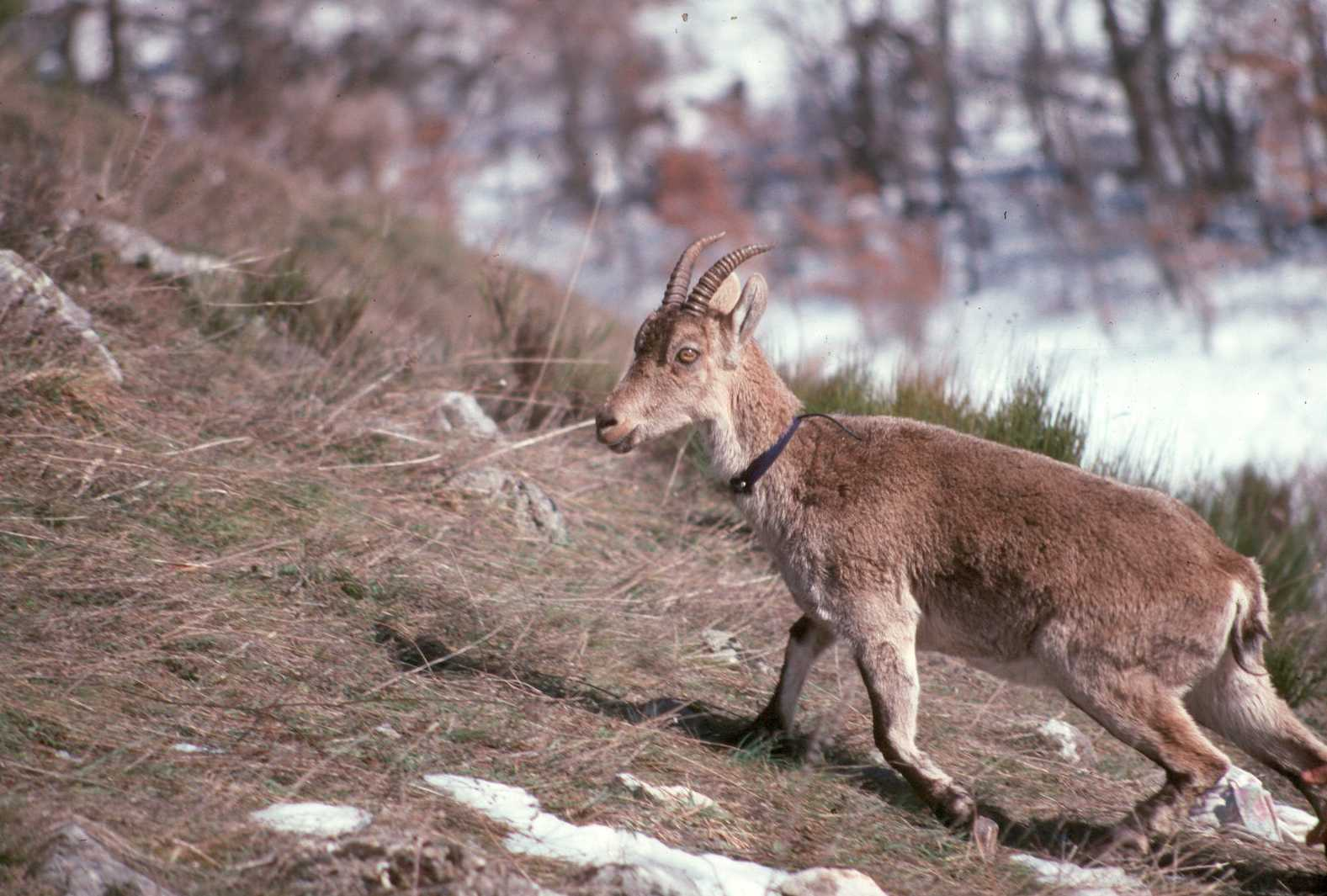

إعادة توطين الأنواع هو الإطلاق المتعمَّد لنوع من الكائنات الحية في البرية، بعد أن كانت محتجزة في المحميات أو المناطق الأخرى التي تساعدها على البقاء على قيد الحياة. تهدف إعادة توطين الأنواع إلى تأسيس مجموعة تتمتع بصحة جيدة ومتنوعة جينيًا ومستدامة ذاتيًا في المنطقة التي هلكت فيها تلك المجموعة، أو زيادة عدد أفراد مجموعة موجودة مسبقًا. عادة ما تكون الأنواع المؤهلة لإعادة التوطين مهددة بالانقراض أو معرضة للخطر في البرية. ومع ذلك، يمكن أيضًا إعادة توطين نوع ما لمكافحة الآفات. على سبيل المثال، أُعيد توطين الذئاب في إحدى المناطق البرية للحد من الزيادة الكبيرة في أعداد الإلكة أو الأيائل. ونظرًا لأن إعادة التوطين قد تتضمن إعادة الأنواع الأصلية إلى المناطق التي هلكت فيها، يفضّل البعض مصطلح «إعادة التأسيس». 
يعيد البشر توطين الأنواع من أجل الغذاء ومكافحة الآفات منذ آلاف السنين. ومع ذلك، تُعدّ ممارسة إعادة التوطين لحفظ النوع أحدث بكثير، إذ بدأت في القرن العشرين. 

## طرق استقدام الأفراد
هناك مجموعة متنوعة من الأساليب لإعادة توطين الأنواع. تعتمد الإستراتيجية المثلى على بيولوجيا الكائن الحي. المسألة الأولى التي يجب تحديدها عند بدء عملية إعادة توطين نوع ما هي هل سيكون استقدام الأفراد من موقعها الأصلي، بعد أن كانت بين المجموعات الأخرى في البرية، أو من خارج موقعها الأصلي، بعد أن كانت محتجزة في حديقة الحيوان أو الحديقة النباتية مثلًا.

### الاستقدام من داخل الموقع
يتضمن استقدام الأفراد من داخل الموقع لحفظ النوع نقل الأفراد من مجموعة برية موجودة إلى موقع جديد هلكت فيه الأنواع سابقًا. من الناحية المثالية، يجب استقدام المجموعات من داخل الموقع عندما يكون ذلك ممكنًا نظرًا للمخاطر العديدة المرتبطة بإعادة توطين الكائنات الحية في البرية بعد أن كانت بين المجموعات المحتجزة. لضمان حصول المجموعات المعاد توطينها على أفضل الفرص للبقاء والتكاثر، يجب أن تُستقدَم الأفراد من المجموعات التي تشبه المجموعة المستقبِلة جينيًا وبيئيًا. بشكل عام، إن الاستقدام من المجموعات التي تعيش في ظروف بيئية مماثلة لموقع إعادة التوطين يزيد فرصة تكيّف الأفراد المعاد توطينها مع مسكنها في موقع إعادة التوطين. 
من الأمور التي يجب النظر إليها عند الاستقدام من داخل الموقع: في أي مرحلة من مراحل حياة الكائنات يجب جمعها ونقلها وإعادة توطينها؟ على سبيل المثال، في حالة النباتات، يُفضّل غالبًا نقلها وهي بذور لأنها تحظى بفرصة أفضل للنجاة عند الانتقال في هذه المرحلة. ومع ذلك، يصعب توطين بعض النباتات وهي بذور وقد يُفضّل نقلها عندما تصبح نباتًا يافعًا أو بالغًا.

### الاستقدام من خارج الموقع
في الحالات التي يكون فيها جمع الأفراد من داخل الموقع غير ممكن، كما في حالة الأنواع النادرة والمهددة بالانقراض التي يوجد منها عدد قليل جدًا في البرية، يصبح جمع الأفراد من خارج الموقع ممكنًا. تتيح طرق الجمع من خارج الموقع تخزين الأفراد التي لديها قدرات عالية لإعادة التوطين. تتضمن أمثلة التخزين البلازما الجرثومية المخزنة في بنوك البذور، وبنوك الحيوانات المنوية والبويضات، والحفظ بالبرودة، وزراعة الأنسجة. تهدف الطرق التي تتيح تخزين أعداد كبيرة من الأفراد إلى زيادة التنوع الجيني أيضًا. تتمتع المواد المخزنة عمومًا بفترة حياة طويلة في التخزين، ولكن بعض الأنواع تفقد قدرتها على البقاء عندما تُخزّن كبذور. لم تكن تقنيات زراعة الأنسجة والحفظ بالبرودة ناجعة سوى لأنواع قليلة. 
يمكن أيضًا الاحتفاظ بالكائنات الحية مع المجموعات الحية في الأسر. تعدّ المجموعات الحية أكثر تكلفة من تخزين البلازما الجرثومية، وعليه لا يمكنها دعم سوى قسم صغير من الأفراد التي يمكن استقدامها من خارج الموقع. تزداد المخاطر عند إضافة الأفراد المستقدَمة إلى المجموعات الحية. يُعد فقدان التنوع الجيني مصدر قلق نظرًا إلى قلة الأفراد المخزّنة. قد تصبح الأفراد أيضًا متكيفة جينيًا مع الأسر، ما يؤثر في كثير من الأحيان سلبًا في لياقة الأفراد الإنجابية. قد يؤدي التكيف مع الأسر إلى جعل الأفراد أقل ملاءمة لإعادة التوطين في البرية. وعليه، يجب بذل الجهود لمحاكاة الظروف البرية وتقليل الوقت الذي تقضيه الكائنات في الأسر إن أمكن ذلك. 

## أوجه النجاح والفشل
إن بيولوجيا إعادة التوطين تخصّصٌ حديث العهد نسبيًا وما يزال قيد التطوير. لا يوجد تعريف صارم ومقبول لنجاح إعادة التوطين، ولكنه اقتُرح استخدام بعض المعايير المستخدمة على نطاق واسع لتقييم حالة حفظ الأصناف المهددة بالانقراض لغرض تقييم نجاح إعادة التوطين، مثل معايير القائمة الحمراء للاتحاد الدولي لحفظ الطبيعة. يجب أن يتأتّى عن برامج إعادة التوطين الناجحة مجموعات قادرة على البقاء ومستدامة ذاتيًا على المدى الطويل. جمعت وكالة البيئة ومجموعة اختصاصية في إعادة التوطين من اللجنة المعنية ببقاء الأنواع التابعة للاتحاد الدولي لحفظ الطبيعة في منظوراتها لإعادة التوطين العالمي لعام 2011، دراسات حالة لإعادة التوطين من جميع أنحاء العالم. أُرسلت التقارير عن 184 دراسة حالة على مجموعة من الأنواع التي شملت اللافقاريات والأسماك والبرمائيات والزواحف والطيور والثدييات والنباتات. تضمنت التقييمات من جميع الدراسات الأهداف ومؤشرات النجاح وملخص المشروع والصعوبات الرئيسية والدروس الرئيسية المستفادة ونجاح المشروع مع أسباب النجاح أو الفشل. ركّز تقييم مماثل على النباتات التي لاقت معدلات عالية من النجاح لإعادة توطين الأنواع النادرة. وجد تحليل للبيانات من السجل الدولي لإعادة التوطين بمركز حفظ النباتات أنه في 49 حالة توفرت بياناتها، بقيت 92% من مجموعات النباتات المعاد توطينها على قيد الحياة لمدة عامين. انتعشت جمهرة الببر السيبيري من 40 فردًا في الأربعينيات من القرن العشرين إلى نحو 500 فرد في عام 2007. أصبحت جمهرة الببر السيبيري الآن أكبر جمهرة غير مجزأة للببر في العالم. ومع ذلك، لم تنجح نسبة كبيرة من عمليات الانتقال وإعادة التوطين في إنشاء مجموعات قادرة على النجاة. على سبيل المثال، كان لإعادة توطين الباندا العملاقة الأسيرة في الصين تأثيرات مختلطة، إذ ماتت جميع الباندا الأولية المحرّرة من الأسر بعد إعادة التوطين على الفور. حتى الآن بعد أن حسّنوا قدرتهم على إعادة توطين الباندا، ما يزال هناك قلق بشأن مدى نجاح تعايش الباندا المولودة في الأسر مع أقرانها الشرسة في البرية. 
يمكن أن تُنسب العديد من العوامل إلى نجاح عملية إعادة التوطين أو فشلها. يمكن أن تؤثر الحيوانات المفترسة والطعام ومسببات الأمراض والحيوانات المنافسة والطقس في قدرة المجموعة المعاد توطينها على النمو والبقاء والتكاثر. يجب أن تتنوّع أعداد الحيوانات المعاد توطينها في كل محاولة وفق عوامل مثل السلوك الاجتماعي، ومعدلات الافتراس المتوقعة، وكثافتها في البرية. قد تشعر الحيوانات التي تربّت في الأسر بالتوتر خلال الأسر أو الانتقال، ما قد يضعف أجهزتها المناعية. تؤكد المبادئ التوجيهية لإعادة التوطين التي وضعها الاتحاد الدولي لحفظ الطبيعة على الحاجة إلى تقييم لتوفر الموائل المناسبة كمكون رئيسي لمخطط إعادة التوطين. يمكن أن يؤدي ضعف التقييم للموقع الذي يحدث فيه إطلاق الكائنات إلى زيادة فرص رفض الأنواع للموقع وربما الانتقال إلى بيئة أقل ملاءمة. يمكن أن يقلل هذا من لياقة الأنواع ومن ثم يقلل من فرص البقاء على قيد الحياة. وتذكر المبادئ أنه يجب البحث في استعادة الموطن الأصلي ومعالجة أسباب الانقراض واعتبارهما شرطين أساسيين لهذه المشاريع. لسوء الحظ، غالبًا ما تُهمَل فترة الرصد التي يجب أن تتبع عمليات إعادة التوطين. 